# Giovanni Battista Lusiardi
Giovanni Battista Lusiardi (Acquanegra sul Chiese, 22 luglio 1831 – 3 agosto 1871) è stato un patriota italiano, partecipò alla Spedizione dei Mille di Garibaldi.